# Thư viện quốc gia Catalunya

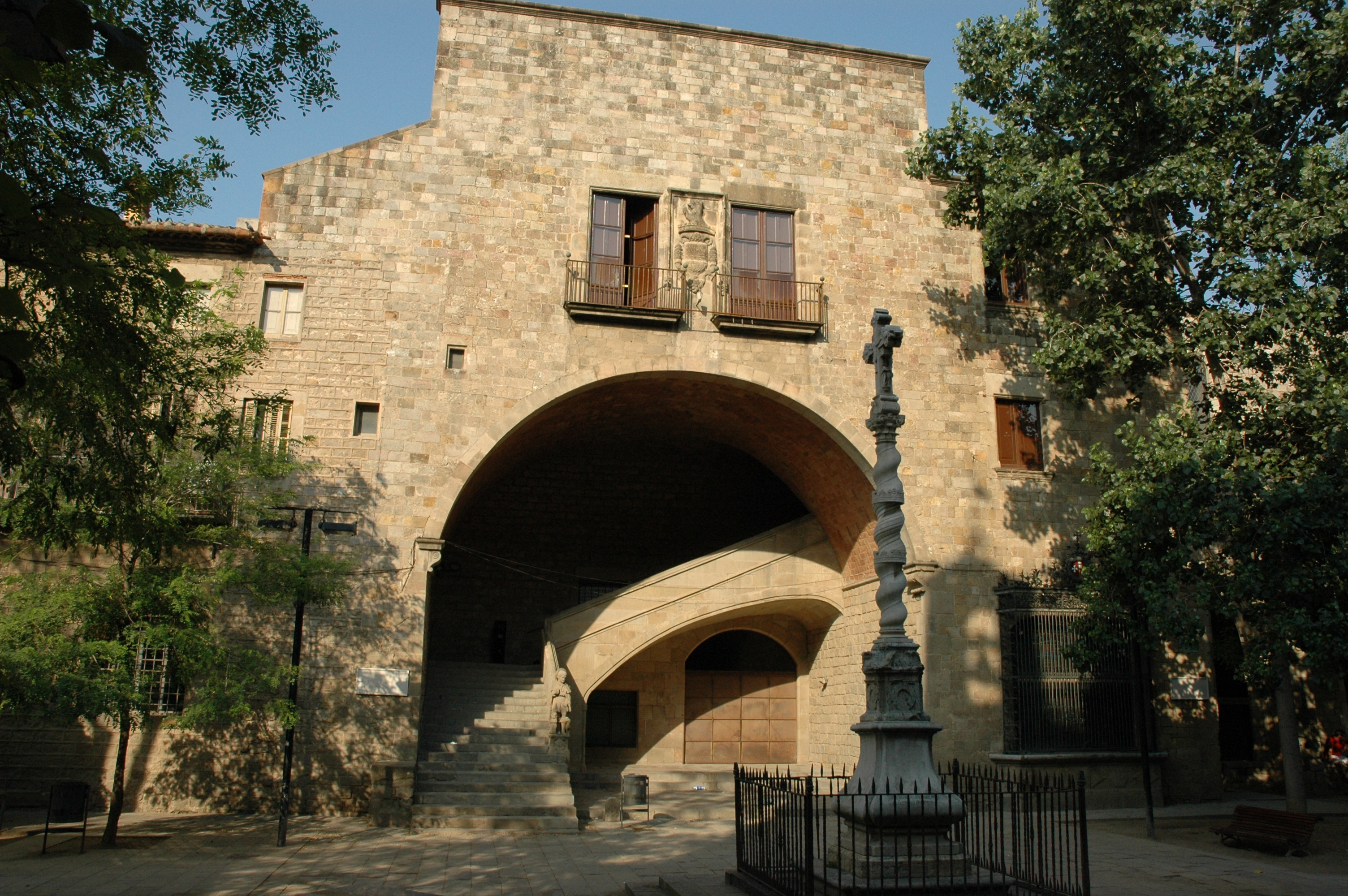
Lối vào chính

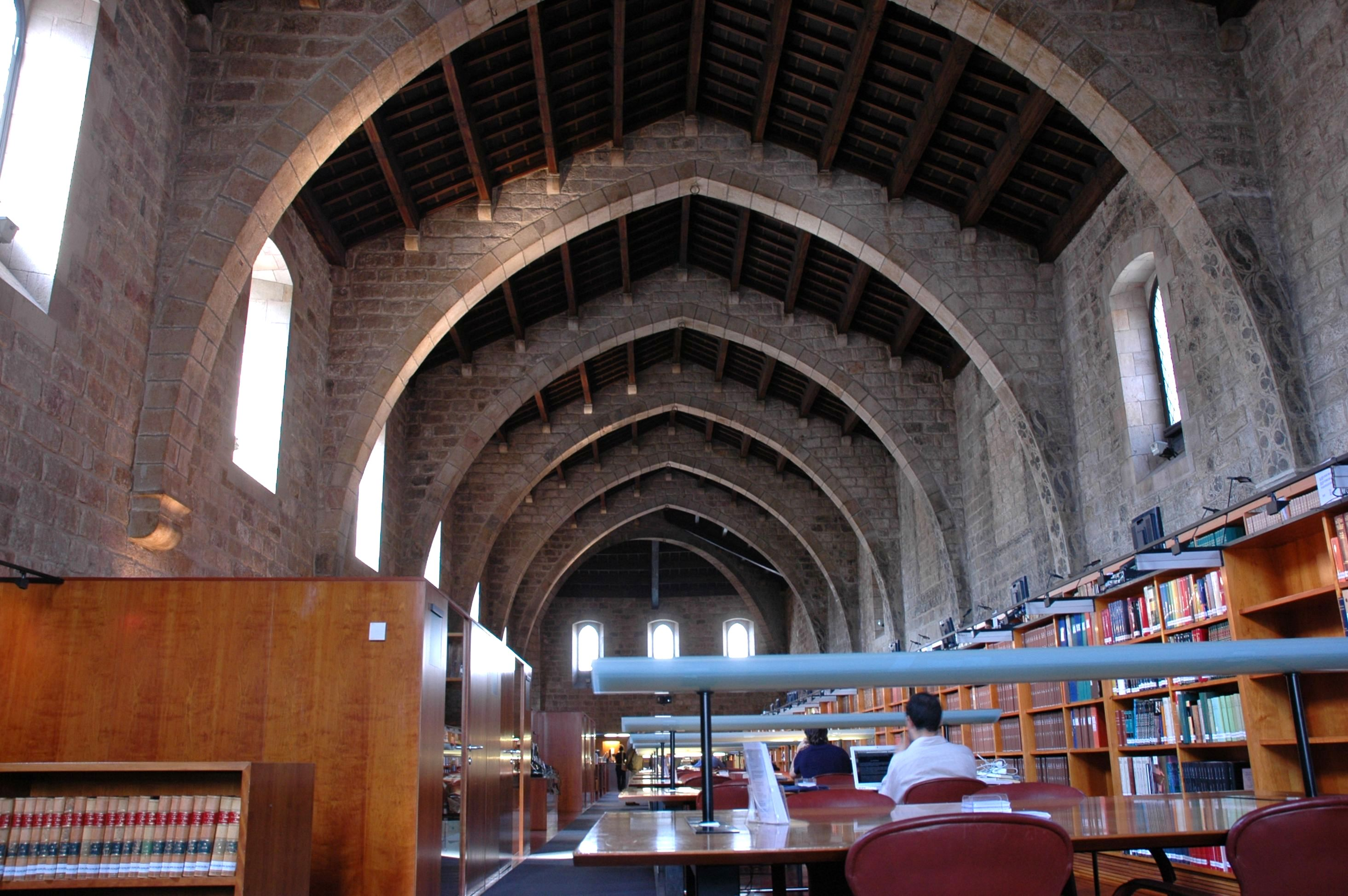
Tòa nhà bệnh viện trước nơi thư viện được khai trương năm 1940

Thư viện quốc gia Catalunya (tiếng Catalunya: Biblioteca de Catalunya, IPA: [biβɫiuˈtɛkə ðə kətəˈɫuɲə]) là một thư viện quốc gia nằm ở Barcelona, Tây Ban Nha. Nhiệm vụ của thư viện là thu thập, lưu trữ và truyền bá các sản phẩm sách Catalunya và liên quan đến tiếng Catalunya.
Thư viện có diện tích 8,820 m² và có khoảng 3 triệu đầu sách.